# Ыбырая Жаукебаева
Ыбырая Жаукебаева (каз. Ыбырай Жаукебаев, до 1999 г. - Ынтымак) — аул в Сузакском районе Туркестанской области Казахстана. Входит в состав Сузакского сельского округа. Код КАТО — 515647500.

## Население
В 1999 году население аула составляло 615 человек (301 мужчина и 314 женщин). По данным переписи 2009 года, в ауле проживали 694 человека (335 мужчин и 359 женщин).